# Tiffany Case
Tiffany Case é uma personagem fictícia criada por Ian Fleming, existente no livro original e no filme 007 Os Diamantes São Eternos, de 1971, sétimo da franquia cinematográfica do espião inglês James Bond. Seu nome, explicado no livro, foi dado por seu pai que, extremamente desgostoso com a mãe por lhe ter dado uma filha ao invés de um filho, lhe deu mil dólares, uma jóia da Tiffany's e a abandonou com a criança.  Quando a conhece, 007 brinca que felizmente isto não aconteceu na Van Cleef & Arpels.
Foi interpretada nas telas pela atriz norte-americana Jill St. John, a primeira bond girl daquele país, até então todas da Europa ou da Ásia.

## Características
Case é uma contrabandista profissional trabalhando inadvertidamente para a organização terrorista SPECTRE. Mulher de temperamento e de atitudes fortes com o mundo masculino, ela é usada como um importante elemento de ligação no contrabando de diamantes entre a Holanda e os Estados Unidos por Ernst Stavro Blofeld, o chefe da organização.

## No filme
Usando biquíni durante quase toda sua participação no filme, Tiffany passa de contrabandista traída pelos capangas de Blofeld à aliada de Jame Bond e junta-se ao espião para rastrear os diamantes roubados e descobrir a fonte de toda a ramificação criminosa de contrabando de jóias.
Tiffany e Bond encontram-se primeiramente no apartamento dela em Amsterdã, onde, passando-se por Peter Franks, o contato de Case na organização Spangled Mob (na verdade, uma cobertura da SPECTRE) preso sem seu conhecimento, ele descobre a rede de contrabando de diamantes, da qual Case é um pombo correio. Para confirmar  a identidade de Frank, Case compara a impressão digital de Bond deixada num copo de uísque e, certificada da identidade - Q, o armeiro e inventor do MI-6, providenciou impressões digitais em látex de Frank perfeitas para Bond - viaja com ele pelos Estados Unidos.
Com a tentativa dos capangas de Bond de matá-los, Tiffany alia-se ao espião e é levada como prisioneira para uma plataforma de petróleo em alto-mar, de propriedade de Blofeld, de onde afinal é resgatada pelo espião, pouco antes da explosão da estrutura, provocada por James Bond.
Ao fim do filme, ela salva Bond de uma tentativa de assassinato provocada pelos capangas de Blofeld, Mr. Wint e Mr. Kidd, e após o espião matá-los, viaja com ele num romântico cruzeiro de navio para a Europa..